# Felicia Zeller
Felicia Zeller, född 1970 i Stuttgart, är en tysk författare, dramatiker och media-konstnär.

## Biografi
Felicia Zeller utexaminerades från Filmakademie Baden-Württemberg i Ludwigsburg 1998. Hennes examensarbete handlade om icke-linjär dramaturgi. Hon debuterade som dramatiker 1990 med Meine Mutter war einundsiebzig und die Spätzle waren im Feuer in Haft och som romanförfattare 1999 med Jackenfutter. 1999–2000 var hon husdramatiker vid Theater Rampe i Stuttgart. Hennes genombrott kom 2007 med Kaspar Häuser Meer som även spelats i Sverige under namnet Ett hav av Kaspar Hausrar. Hon har mottagit flera priser, däribland publikpriset vid den prestigefyllda festivalen Mülheim Theatertage 2008 för just Kaspar Häuser Meer, en pjäs om socialarbetare och omhändertagna barn. En metod hon gärna använder är att lyssna av fragment av samtal på kaféer och bussar eller vid arbetsplatsbesök. Hon har sagt att hon vill skildra det vardagliga, även om hennes pjäser bygger på språkliga lekar och situationskomik. Även 2011 och 2013 inbjöds pjäser av henne till Mülheim Theatertage. Vid sidan om författandet skriver hon krönikor i Stuttgarter Zeitung.

## Uppsättningar i Sverige
- 2012 Ett hav av Kaspar Hausrar (Kaspar Häuser Meer), Teater Tribunalen, översättning Magnus Lindman, regi Johanna Holmström
- 2013 Ett hav av Kaspar Hausrar, Borås stadsteater, översättning Magnus Lindman, regi Alexander Onofri